# Franz Matzner
Franz Matzner (21. května 1869 Čaková – 11. února 1943 Bruntál) byl československý politik německé národnosti a meziválečný poslanec Národního shromáždění za Německou nacionální stranu.

## Biografie
Byl římskokatolického vyznání. Byl synem zemědělce. Vystudoval osmiletou národní školu v rodné obci. Pak převzal oba zemědělské statky s výměrou 61 hektarů po otcovi (v rodovém držení od 30. let 16. století). Před válkou nebyl členem žádné politické strany, měl ale blízko k názorům Georga von Schönerera.
Podle údajů k roku 1930 byl povoláním rolníkem v Čakové ve Slezsku. Působil jako statkář a politik.
V parlamentních volbách v roce 1920 získal za Německou nacionální stranu poslanecké křeslo v Národním shromáždění za Německou nacionální stranu. Mandát obhájil v parlamentních volbách v roce 1925 i parlamentních volbách v roce 1929. Po zrušení Německé nacionální strany přešel koncem roku 1933 do nově zřízeného poslaneckého klubu Klub deutsch-völkischer Abgeordneten. Patřil k předním funkcionářům strany na Moravě a ve Slezsku.
Od roku 1933 byl aktivní v SHF a její nástupkyni Sudetoněmecké straně. V kampani před parlamentními volbami roku 1935 silně propagoval SdP. V roce 1938 nastoupil jako místopředseda dozorčí rady spořitelny v Opavě. Podílel se na prvním krajském rolnickém sjezdu Říšského vyživovacího ústavu v Bruntále. Byl povolán do zemské rolnické rady. Zemřel roku 1943.